# 高锰酸钾
高锰酸钾（英語：Potassium permanganate；化学式KMnO₄），在香港俗稱「灰錳氧」。1659年由约翰·格劳勃發現。
屬强烈氧化剂，紫黑色晶体，可溶于水，遇乙醇即还原。
常用作消毒剂、水净化剂、氧化剂、漂白剂、二氧化碳精制剂等。在醫療用途方面則主要用作清潔消毒和殺滅真菌。

## 化學性质

### 对热不稳定
高锰酸钾加热分解，生成锰酸钾、二氧化锰和氧气：
{\displaystyle {\rm {2KMnO_{4}{\xrightarrow {\triangle }}K_{2}MnO_{4}+MnO_{2}+O_{2}\uparrow }}}
这是实验室制取氧气的方法之一。加热时如果温度更高，生成的锰酸钾则可以继续分解。
也有文献指出，高锰酸钾的分解过程不会产生二氧化锰，而只有錳酸鉀、四錳酸鉀和亞錳酸鉀：
{\displaystyle {\rm {6KMnO_{4}{\xrightarrow {\triangle }}K_{2}MnO_{4}+K_{2}Mn_{4}O_{8}+4O_{2}\uparrow }}}
{\displaystyle {\rm {KMnO_{4}{\xrightarrow {\triangle }}KMnO_{2}+O_{2}\uparrow }}}
另有实验得出不同的分解历程：
{\displaystyle {\rm {8KMnO_{4}\xrightarrow {290^{\circ }C} 2K_{2}MnO_{4}+2K_{2}O\cdot 3MnO_{2}+5O_{2}\uparrow }}}
{\displaystyle {\rm {3K_{2}MnO_{4}{\xrightarrow {600\sim 650^{\circ }C}}3K_{3}MnO_{4}+MnO_{2}+O_{2}\uparrow }}}

### 强氧化力
高锰酸钾有强氧化力，可以在常温氧化盐酸，这也是实验室制取氯气的方法之一：
{\displaystyle {\ce {2KMnO4 + 16HCl -> 2KCl + 2MnCl2 + 5Cl2 +8H2O}}}
高锰酸钾也可用亚硫酸钠还原，得到不稳定的亮蓝色的五价锰盐（MnO₄³⁻），極易再被亞硫酸鈉還原產生更低價的錳化合物。
高锰酸钾与过氧化氢会剧烈反应，生成氧气；在酸中则会生成锰盐：
{\displaystyle {\ce {2KMnO4 + 3H2O2 -> 2KOH + 2MnO2 + 2H2O + 3O2}}}
{\displaystyle {\ce {2KMnO4 + 5H2O2 + 6H+ -> 2K+ + 2Mn^2+ +8H2O + 5O2}}}
高锰酸钾氧化Mn²⁺生成MnO₂沉淀。但有焦磷酸存在时，则按下式反应：
{\displaystyle {\ce {4Mn^2+ + MnO4- + 8H+ + 15H2P2O7^2- -> 5[Mn(H2P2O7)3]^3- + 4H2O}}}
利用其氧化性的特点，可用有还原力的草酸、维生素C或盐酸羟胺等溶液去除高锰酸钾造成的污渍。
另外，高锰酸钾可以和红磷、镁粉、铝粉、硼氢化钠等还原剂形成易爆混合物，摩擦或撞击即可爆炸；不應混合在一起。

### 其他
高锰酸钾可以和硫酸铝反应，产生高锰酸铝和明矾：
{\displaystyle {\ce {6KMnO4 + 4Al2(SO4)3*18H2O + 6H2O -> 2Al(MnO4)3 + 6KAl(SO4)2*12H2O}}}
過錳酸根的還原產物因pH而異：強鹼中生成墨綠色的錳酸根MnO₄²⁻，在中性和弱鹼中生成棕黑色的MnO₂水合物，而在強酸中則生成極淺粉紅色Mn²⁺。
与浓硫酸反应生成七氧化二锰，易爆。
尿液、二氧化硫等可將其褪色。

## 安全
高锰酸钾是强氧化剂，应与可氧化的物质隔开存放。高锰酸钾与浓硫酸反应生成易爆物七氧化二锰。固体高锰酸钾与纯甘油或一些醇反应会剧烈燃烧。
{\displaystyle {\ce {3C3H5(OH)3 + 14KMnO4 -> 14MnO2 + 7K2CO3 + 2CO2 ^ + 12H2O}}}
高锰酸钾留下的褐色污渍与亚硫酸氢钠或草酸反应后会褪色。
常温可和甘油等有机物反应甚至燃烧（但有时与甘油混合后反应极为缓慢，甚至感受不到温度升高，原因尚不明确）；
在酸中氧化力更强，能氧化负价态的氯、溴、碘、硫等离子及二氧化硫等。
与皮肤接触可腐蚀皮肤产生棕色染色，数日不褪（可以使用维生素C或草酸溶液洗去）；
粉末散布于空气中有强烈刺激性，可使人连打喷嚏。与活泼金属粉末混合后可能會强烈燃烧，危险。在中性溶液中还原产物一般为二氧化锰。
另外，该物质的溶液在碱中不稳定，容易生成墨绿色锰酸钾（K₂MnO₄），加入酸又能生成高锰酸钾。

## 用途

### 顯色劑
在實驗室常作為顯色劑，用於薄層層析顯色。

### 淨化空氣
一些空氣清淨機會有CPZ濾網，用來吸收有害氣體。
CPZ濾網的成分為過錳酸鉀、沸石、活性炭。

### 滴定
維生素C水溶液能將過錳酸鉀溶液褪色，維生素C溶液越濃，用量就越少。根據這特性，就能夠用高锰酸钾測定蔬菜或水果中的維生素含量。
此外，在分析化学中，高锰酸钾还能用来滴定一些还原劑来测定其含量。

### 工业生产
在化学工业用于生产维生素C、糖精等。在轻化工业中用作纤维、油脂的漂白和脱色。

### 消毒杀菌
高锰酸钾有强氧化力，其溶液用于消毒杀菌。

### 醫療上使用
過錳酸鉀可用於治療多種皮膚病。

## 储存條件
高锰酸钾应避光、干燥保存。
其溶液不稳定，缓慢分解并放出氧气。在酸或碱中更不稳定。